# Сумська ТЕЦ
Су́мська́ ТЕЦ — теплоелектроцентраль забезпечує тепловою енергією 75% споживачів міста Суми.

## Історія та діяльність
Історія існуючої в місті Суми теплової електростанції машинобудівного заводу ім. "Фрунзе", так раніше називалась Сумська ТЕЦ, бере початок з дизельного генератора який у грудні 1946 року був уведений в роботу потужністю 4 МВт.
Зі зростанням енергоспоживання генератор не міг забезпечити потреби споживачів міста в електричній енергії. Будівництво «Нової ТЕЦ заводу ім. М. В. Фрунзе» здійснювалось у 1953–1957 роках. Пуск першого турбогенератора відбувся у червні 1957 року.
Першим директором підприємства був Панчук Григорій Іванович.
Все основне обладнання для ТЕЦ три котли, та дві турбіни потужністю по 12 МВт були виготовлені в Чехословаччині.
Основним паливом передбачалось вугілля АШ, резервне паливо мазут.
В 1972–1976 роках була здійснена реконструкція ТЕЦ з можливістю спалювання природного газу та збільшенням продуктивності котлоагрегатів до 87 т пари на годину, а турбін до 14 МВт. Для забезпечення теплових навантажень міста, які значно зросли, були змонтовані три водогрійні котли ПТВМ-100 теплопродуктивністю по 100 Гкал/год.
Сумська ТЕЦ була увімкнена на паралельну роботу з державною електричною системою в 1962 році.
У 2009 році на ТЕЦ встановлена когенераційна установка з турбогенератором потужністю 12 МВт.. Встановлена електрична потужність станції зросла до 40 МВт.
Сумська ТЕЦ використовує щорічно 45,542 тис. тонн вугілля.